# Anita Gutwell
Anita Gutwell, verheiratete Nussgruber, (* 14. November 1930 in Klagenfurt am Wörthersee, Kärnten; † 5. Januar 2022 in Wien) war eine österreichische Schauspielerin.

## Leben
In ihrer Jugend besuchte Anita Gutwell die Fachschule für Bekleidungsgewerbe in Wien, um das Schneiderhandwerk zu erlernen. Sie arbeitete danach einige Jahre als Verkäuferin und versuchte sich als Sängerin, bevor sie für den Film entdeckt wurde. 1954 wurde sie mit ihrem ersten Kinofilm Der Förster vom Silberwald an der Seite von Rudolf Lenz schlagartig bekannt. Es folgten weitere Heimatfilme mit Rudolf Lenz als Filmpartner, wie 1956 Försterliesel und 1957 Der Wilderer vom Silberwald. Rudolf Lenz war auch 1955 ihr Partner in Die Sennerin von St. Kathrein und 1956 in Liebe, Schnee und Sonnenschein, 1958 in Einmal noch die Heimat seh’n sowie 1960 ein letztes Mal in Heimweh nach dir, mein grünes Tal.
Weitere Partner in ihren Filmen waren unter anderen Peter Alexander, Wolf Albach-Retty, Montgomery Clift, Beppo Brem, O. W. Fischer, Maria Schell und Willy Millowitsch. Insgesamt drehte sie 15 zumeist der Heimatfilm-Sparte zuzurechnende Filme und zog sich danach aus dem Filmgeschäft zurück.
Nach dem Rückzug vom Film heiratete sie 1964 den österreichischen Regisseur Rudolf Nussgruber und lebte als Anita Nussgruber in Wien. Unbemerkt von der Öffentlichkeit starb der ehemalige Heimatfilmstar im Alter von 91 Jahren im Januar 2022 in Wien.

## Filmografie
- 1954: Der Förster vom Silberwald (Echo der Berge)
- 1955: Die Sennerin von St. Kathrein
- 1956: Liebe, Schnee und Sonnenschein
- 1956: Das alte Försterhaus
- 1956: Försterliesel
- 1957: Zwei Matrosen auf der Alm
- 1957: Der Wilderer vom Silberwald
- 1958: Einmal noch die Heimat seh’n
- 1958: Sebastian Kneipp – Ein großes Leben
- 1958: Münchhausen in Afrika
- 1960: Heimweh nach dir, mein grünes Tal (Mein Vaterhaus steht in den Bergen)
- 1960: Hohe Tannen (Köhlerliesel)
- 1961: Der Hochtourist
- 1961: Das Riesenrad
- 1962: Freud
- 1964: Weekend im Exil (Fernsehfilm)